# Mariä Himmelfahrt (Bad Aibling)

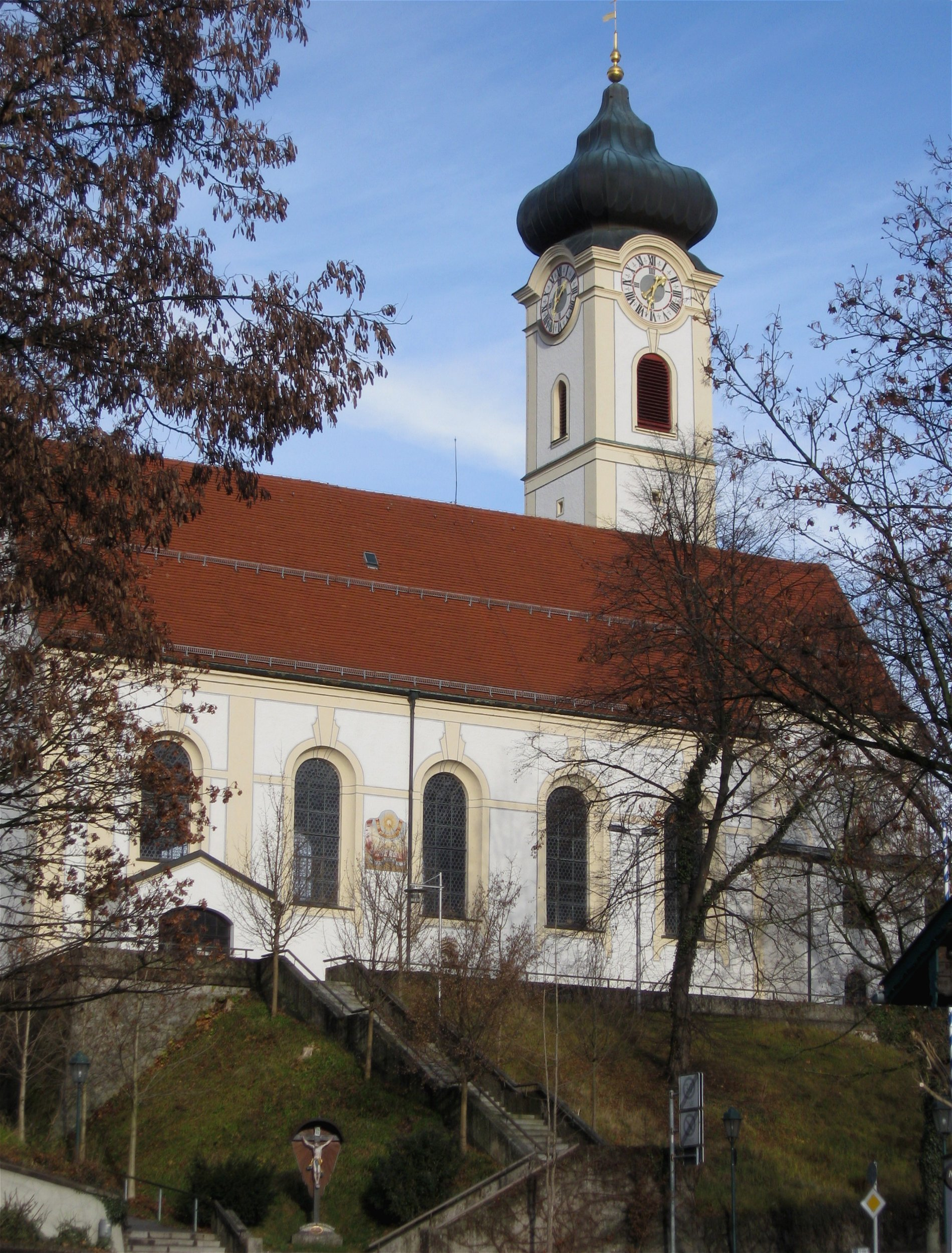
Der Aufgang zur Stadtpfarrkirche Mariä Himmelfahrt von der Kirchzeile aus

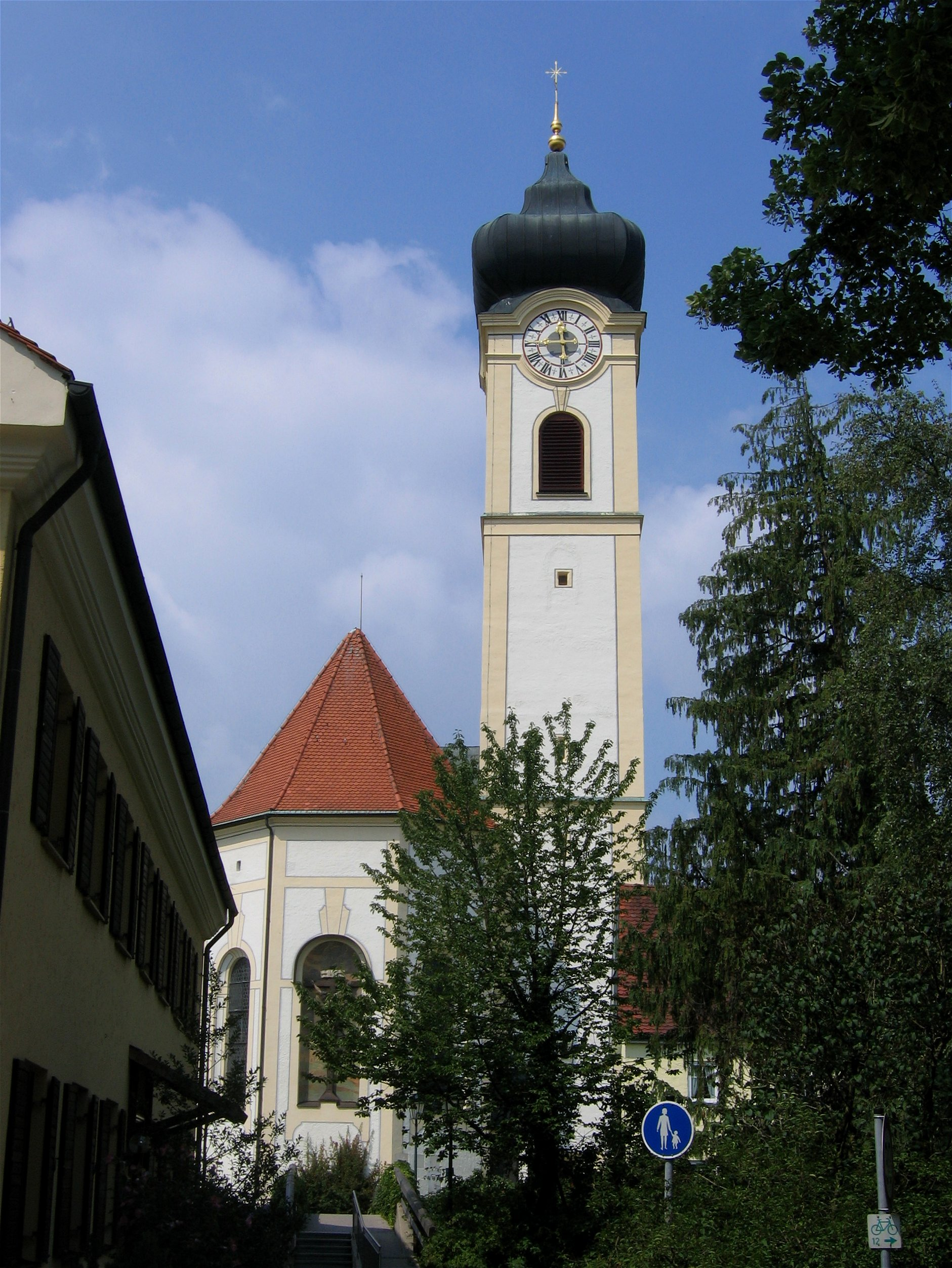
Ansicht von Osten

Die Stadtpfarrkirche Mariä Himmelfahrt ist eine römisch-katholische Kirche in Bad Aibling. Sie gehört zur Pfarrei Mariä Himmelfahrt Bad Aibling im Erzbistum München und Freising.

## Geschichte
Die im Kern spätgotische Kirche aus der Zeit um 1431 wurde 1663 erneuert und in den Jahren 1755/1756 nach Plänen Johann Michael Fischers nach Westen verlängert und neu eingewölbt. Bei diesem Umbau ist nach 1756 Abraham Miller als Polier belegt, die Ausführung erfolgte durch den Maurermeister Johann Seydl. Restaurierungen wurden in den Jahren 1970–1972 im Innern und außen 1992 nach Befund von 1756 vorgenommen.

## Bauwerk

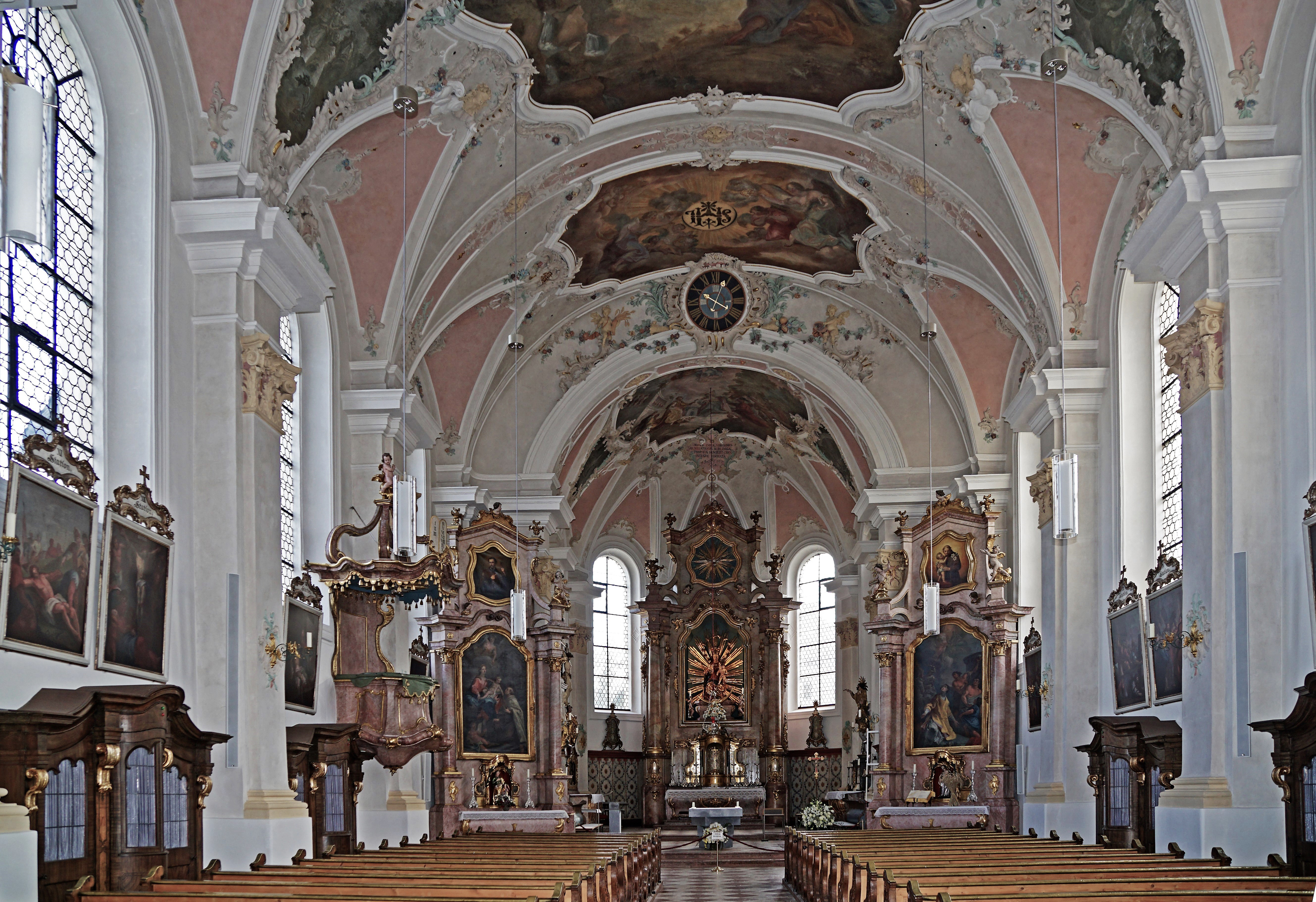
Innenansicht

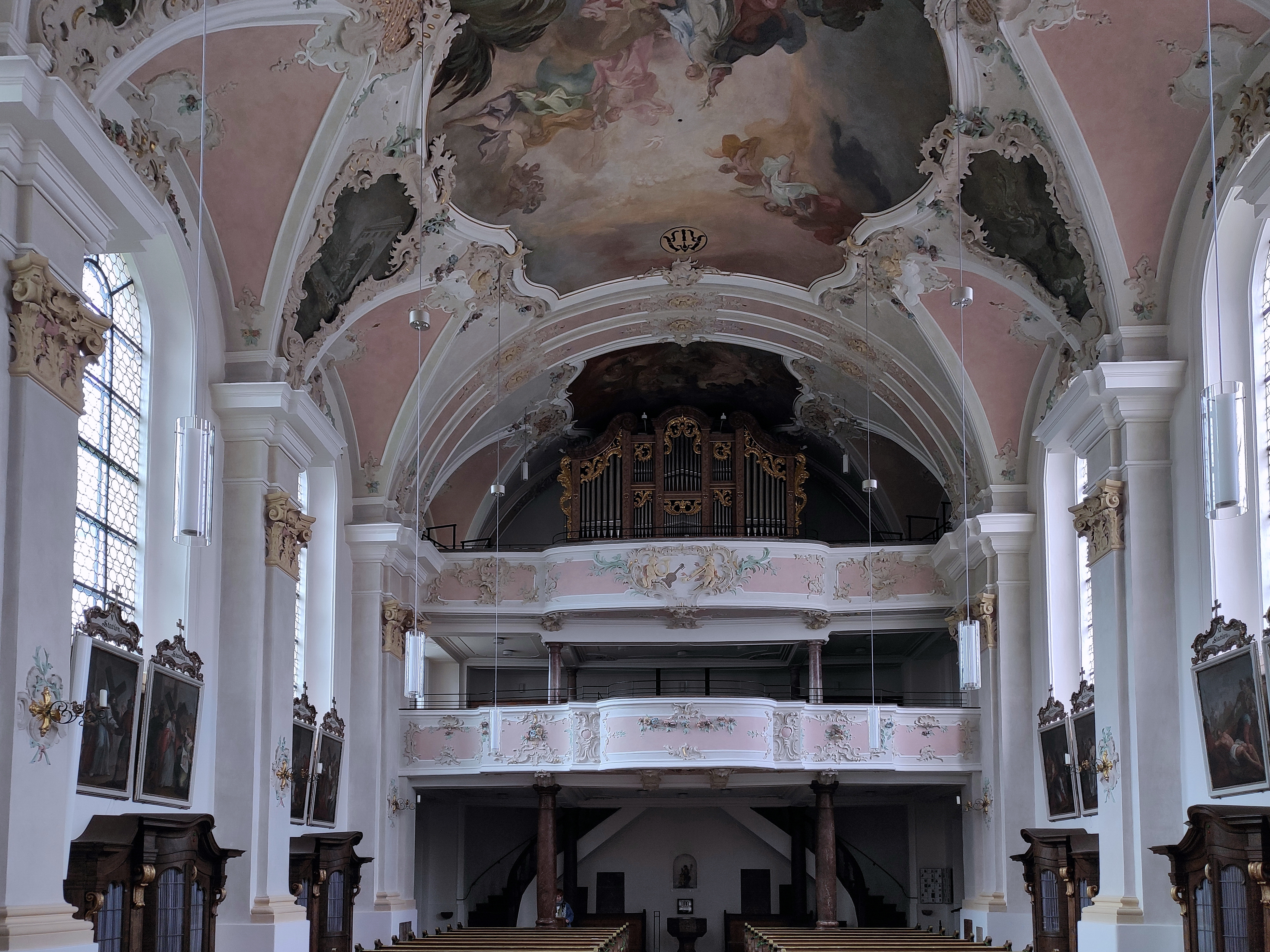
Blick gegen die Orgelempore

Die Kirche ist ein weiträumiger Saalbau von fünf Achsen mit eingezogenem kurzem Altarraum und dreiseitigem Schluss. Im Norden steht ein Turm mit Kuppelhaube, der ein historisch bedeutendes Bronzegeläute mit Schlagtonfolge h0 e1 gis1 h1 cis2 beherbergt. Die Glocken wurden zwischen 1518 und 2019 gegossen. Außen sind mehrere Grabsteine des 16. und 17. Jahrhunderts aufgestellt, darunter einer von Wilhelm von Prandt († 1752) und Familie mit einem Relief der Auferstehung.
Das Innere ist mit einem Tonnengewölbe mit Stichkappen geschlossen, das über korinthischen Pilastern, Wandvorlagen  und Gesimsstücken angeordnet ist. Im Altarraum befinden sich Oratorienbalkone. Der Rokokostuck mit Pflanzenmotiven zwischen Rocaillen und sparsamem Bandelwerk wurde im Chor 1756 durch Thomas Schwarzenberger aus Aibling angebracht, der Stuck im Langhaus von den Mitarbeitern Dominikus Zimmermanns, Johann Georg Funck und Johann Martin Pichler. Die Deckengemälde wurden durch Johann Martin Heigl ausgeführt, sind mit „M. Heigle inv. et pixit A. 1756“ bezeichnet und stellen im Chor die Muttergottes als Hilfe der Christen über den Erdteilen dar, im Langhaus die Himmelfahrt Marias. Die Fassung des Stucks und der Raumschale sowie die Kartuschenbilder wurden 1783 von Caspar Weidinger ausgeführt.
Die zweistöckige Westempore steht auf vier Säulen. Im Obergeschoss ist die Orgel untergebracht.

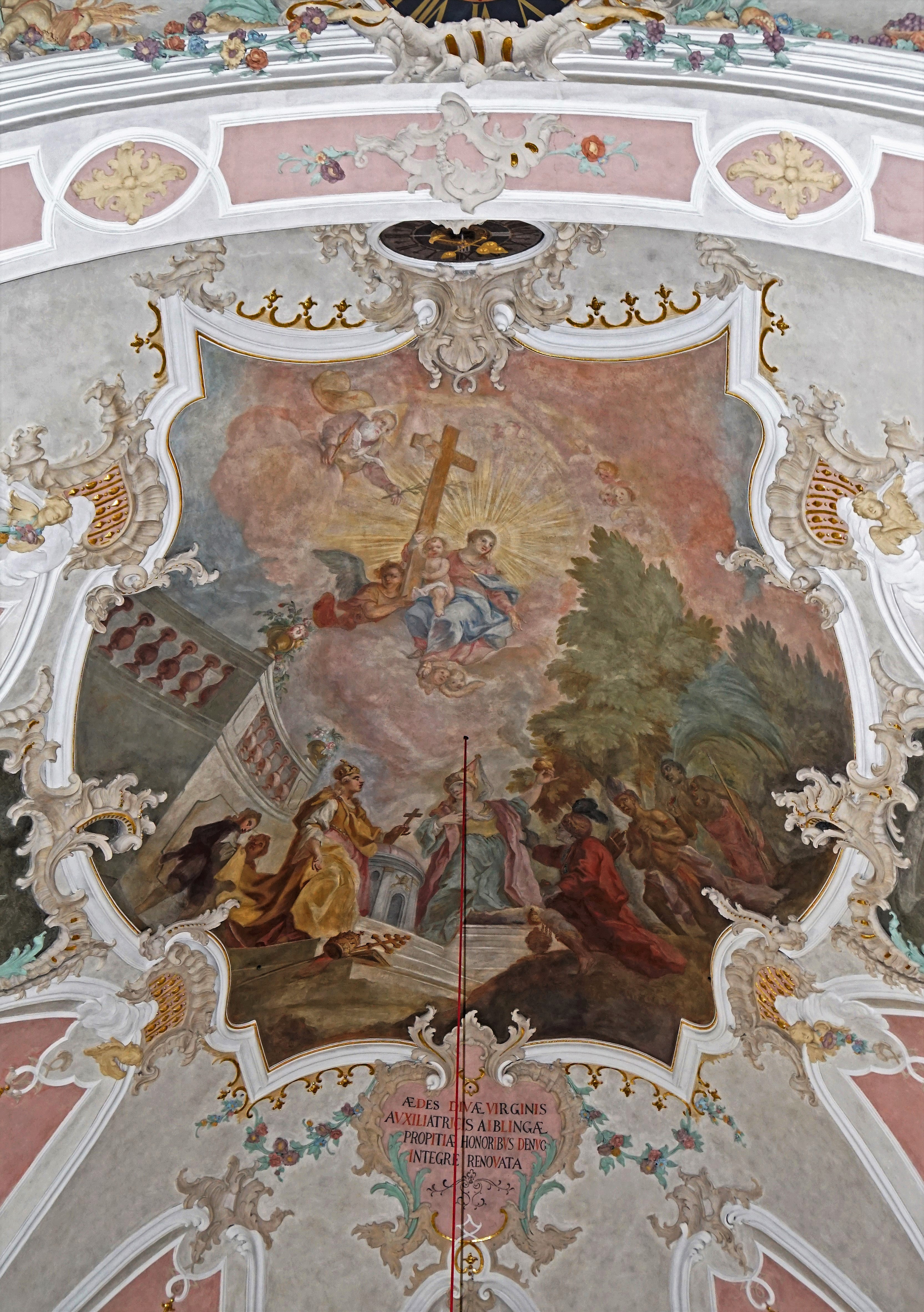
Deckenfresko im Chor
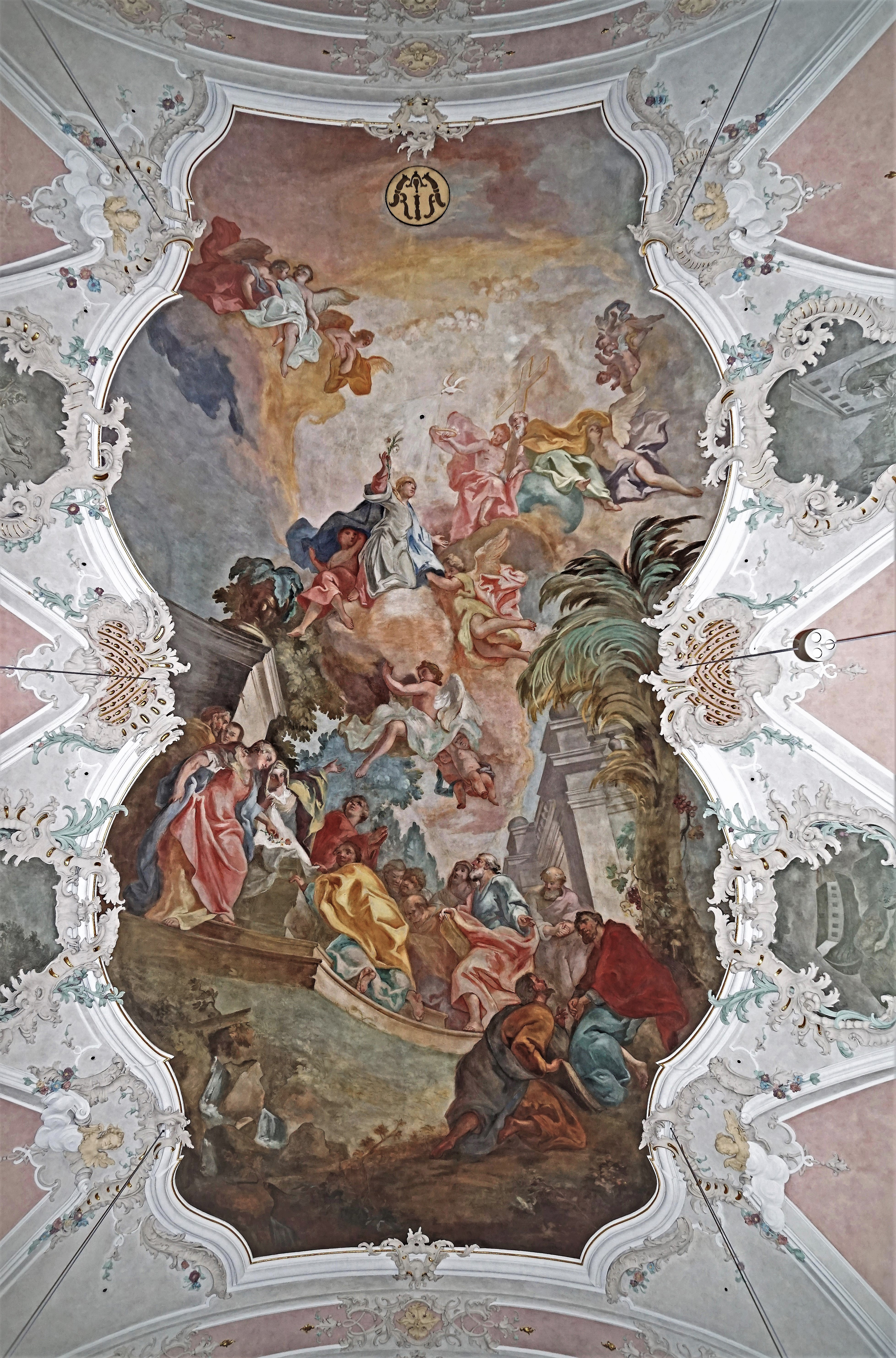
Deckenfresko im Langhaus

## Einrichtung

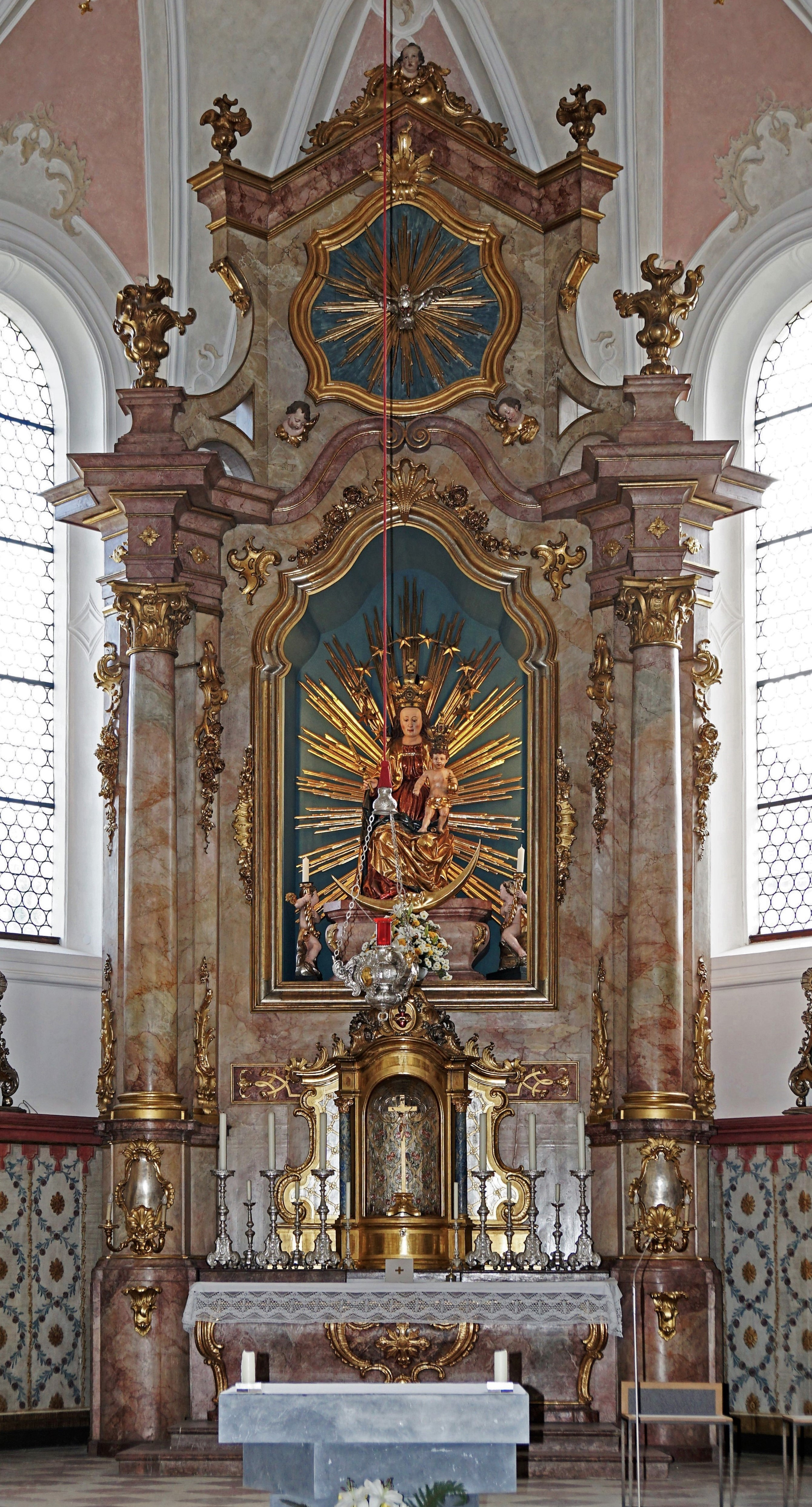
Der Hochaltar

Der Hochaltar von 1756 wurde 1856 umgearbeitet und zeigt eine Figur der Thronenden Muttergottes aus der Zeit um 1480 sowie den Heiligen Geist im Altarauszug. Die zugehörigen Rokoko-Ornamente wurde im Jahr 1941 wieder ergänzt. Im Chor befindet sich weiter eine Kreuzigungsgruppe mit Maria und Johannes über einem Honoratusschrein sowie eine Figur des Heiligen Johann Nepomuk, die um 1760 von Joseph Götsch geschaffen wurde.
Im Langhaus, vor dem Triumphbogen, befinden sich zwei Seitenaltäre, die ebenfalls von Götsch geschaffen wurden. Der rechte Seitenaltar ist mit „1761“ bezeichnet und wurde im Auszug im Jahr 1856 verändert. Die Gemälde wurden von Heigl geschaffen und zeigen am linken Seitenaltar die Skapulierübergabe an den heiligen Simon Stock, am rechten das Martyrium des heiligen Stephanus.
Die stark geschwungene Kanzel wurde 1783 ebenfalls von Götsch gestaltet. Die Figuren der vier Evangelisten fehlen. Ein Taufstein aus Rotmarmor entstammt der Zeit der Spätgotik. Zur weiteren Einrichtung gehören Beichtstühle und Kreuzweg-Gemälde. Im Vorzeichen auf der Südseite befindet sich ein Grabstein des Priesters Wolfgang Hagedorn († 1503), an der nördlichen Langhauswand einer für Wilhelm Prandt zu Prandthausen († 1572). Dort wurden 1575 auch Epitaphien der Familie des Pflegers Hanz Caspar von Pienzenau aufgestellt.

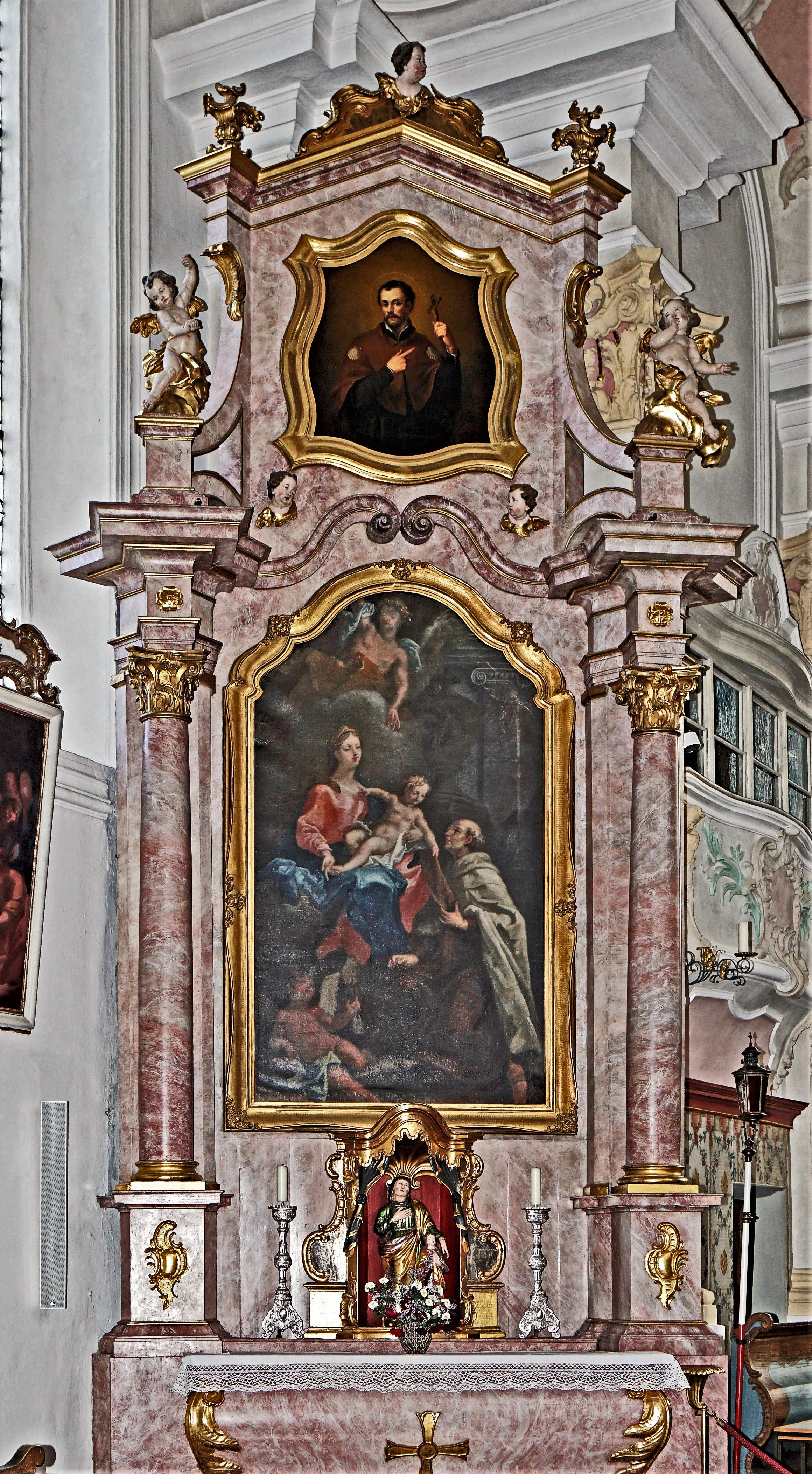
Linker Seitenaltar
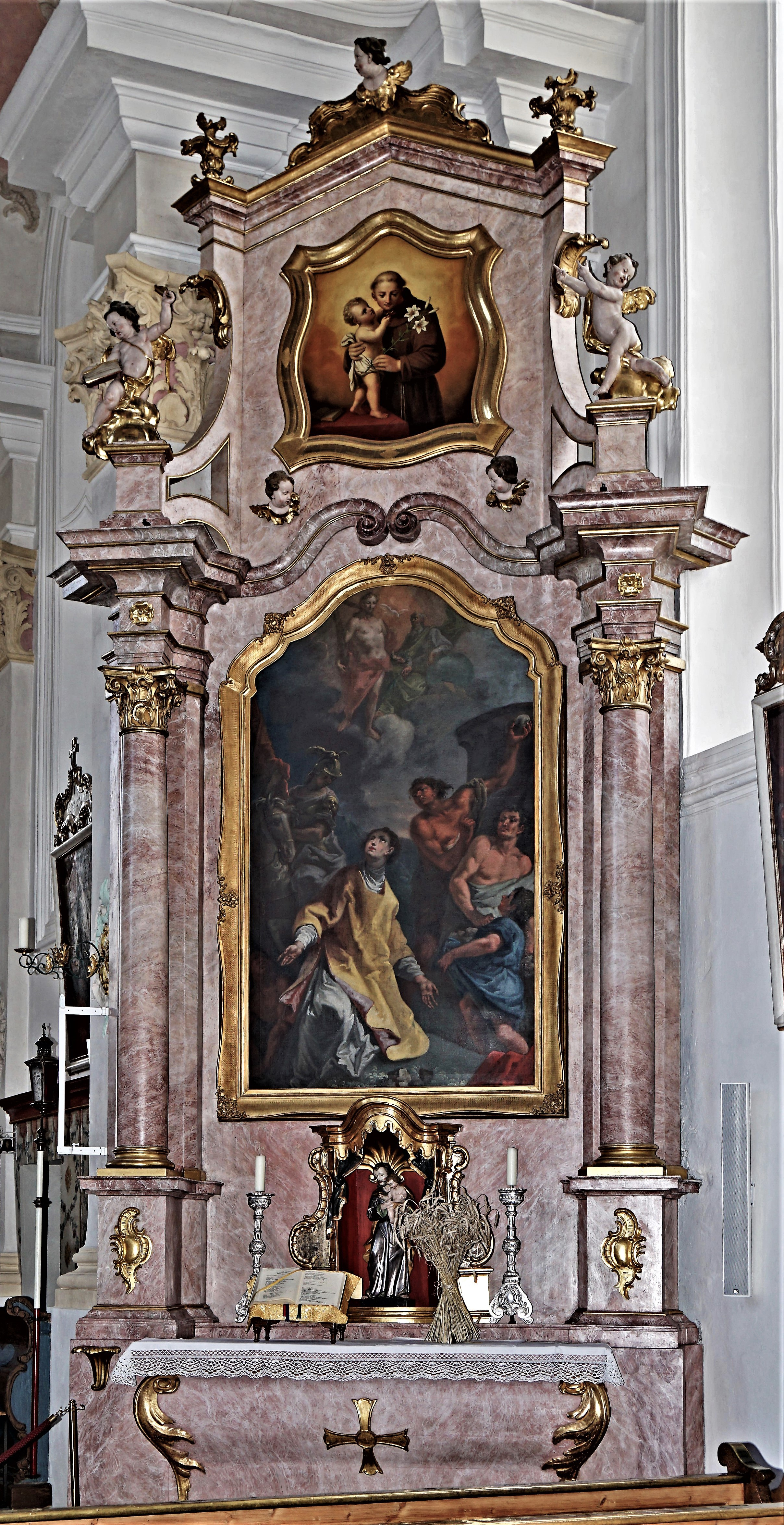
Rechter Seitenaltar
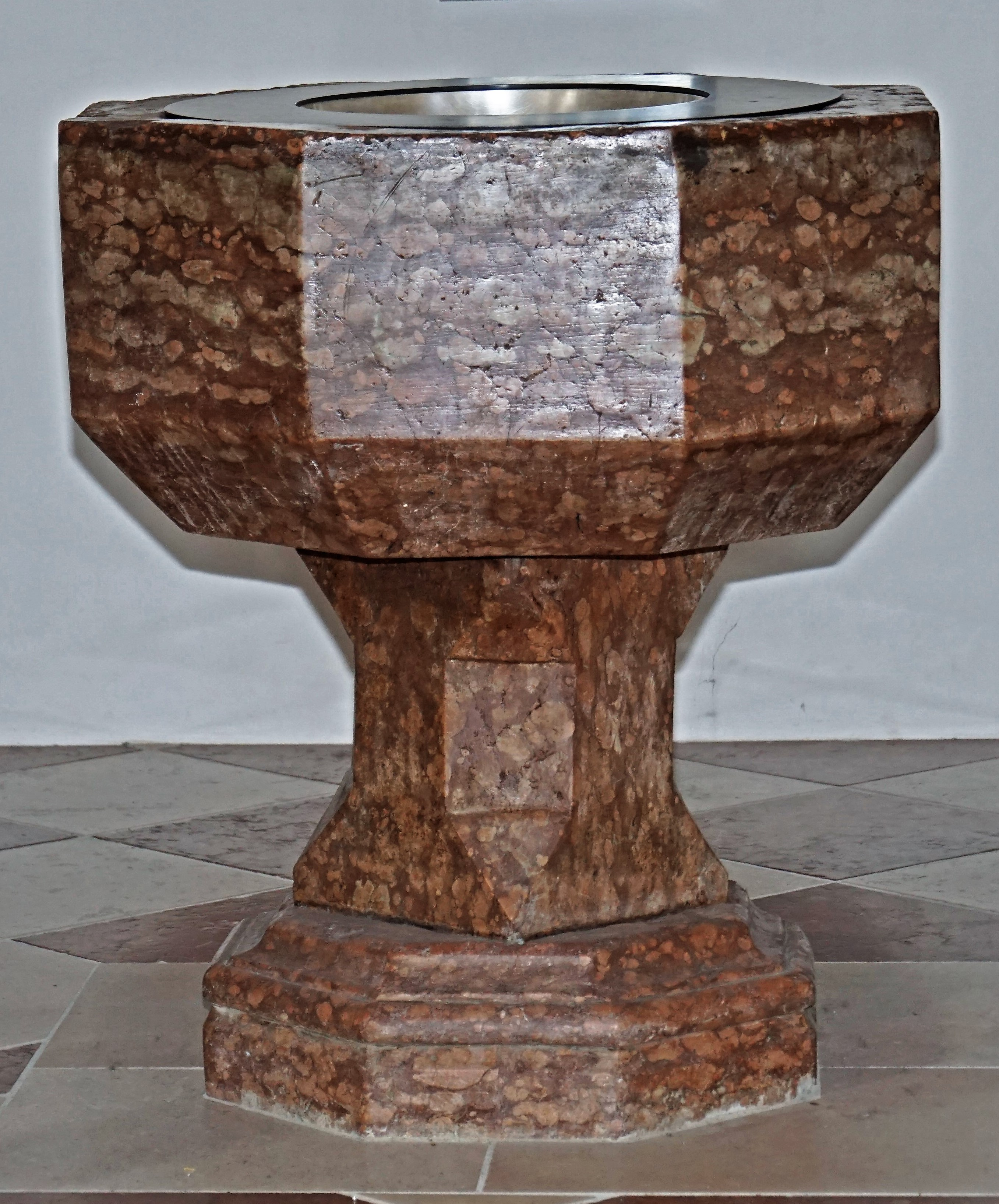
Taufstein
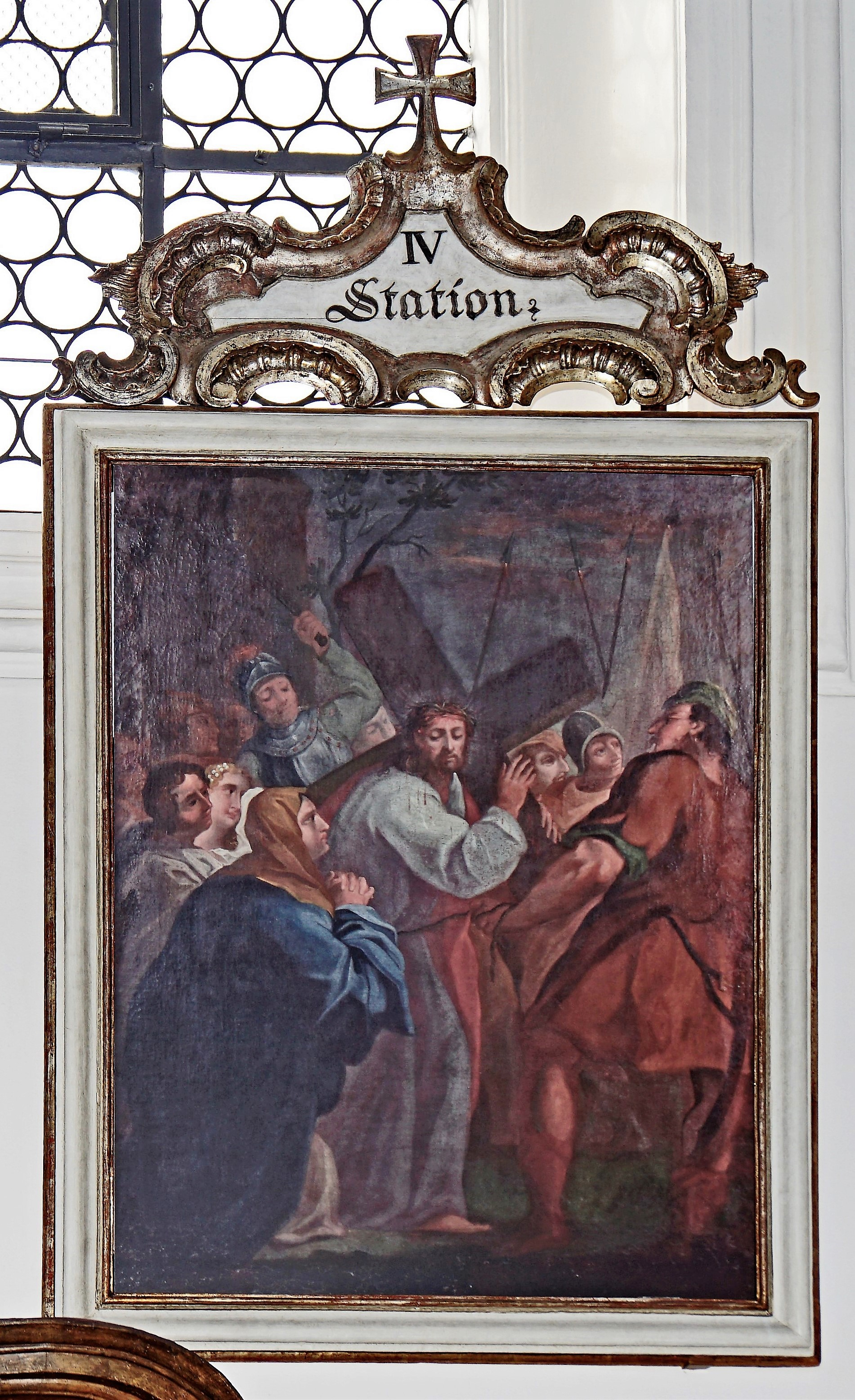
4. Kreuzwegstation

## Orgel
Die Orgel wurde 1982 von der Orgelbaufirma Wilhelm Stöberl errichtet. Das Schleifladen-Instrument hat 36 Register auf drei Manualwerken und Pedal.
| I Hauptwerk C–a3 |             |       |
| 1.               | Prinzipal   | 8′    |
| 2.               | Rohrgedackt | 8′    |
| 3.               | Oktave      | 4′    |
| 4.               | Spitzflöte  | 4′    |
| 5.               | Quinte      | 2 ⁄3′ |
| 6.               | Doublette   | 2′    |
| 7.               | Mixtur IV–V | 1 ⁄3′ |
| 8.               | Trompete    | 8′    |

| II Positiv C–a3 |               |       |
| 9.              | Gedackt       | 8′    |
| 10.             | Quintade      | 8′    |
| 11.             | Prinzipal     | 4′    |
| 12.             | Rohrflöte     | 4′    |
| 13.             | Oktave        | 2′    |
| 14.             | Quinte        | 1 ⁄3′ |
| 15.             | Sesquialter   | 2 ⁄3′ |
| 16.             | Scharf III–IV | 2⁄3′  |
| 17.             | Cromorne      | 8′    |
|                 | Tremulant     |       |

| III Schwellwerk C–a3 |               |        |
| 18.                  | Stillgedeckt  | 16′    |
| 19.                  | Holzflöte     | 8′     |
| 20.                  | Salizional    | 8′     |
| 21.                  | Schwebung     | 8′     |
| 22.                  | Weitprinzipal | 4′     |
| 23.                  | Traversflöte  | 4′     |
| 24.                  | Nasat         | 2 ⁄3′  |
| 25.                  | Sifflöte      | 2′     |
| 26.                  | Terz          | 1 3⁄5′ |
| 27.                  | Mixtur IV     | 2′     |
| 28.                  | Oboe          | 8′     |
| 29.                  | Clairon       | 4′     |
|                      | Tremulant     |        |

| Pedalwerk C–f1 |               |       |
| 30.            | Subbass       | 16′   |
| 31.            | Oktavbass     | 8′    |
| 32.            | Bourdon       | 8′    |
| 33.            | Choralbass    | 4′    |
| 34.            | Hintersatz IV | 2 ⁄3′ |
| 35.            | Posaune       | 16′   |
| 36.            | Basstrompete  | 8′    |

- Koppeln: II/I, III/I, III/II, I/P, II/P, III/P